# Albondón
Albondón es una localidad y municipio español situado en la parte nororiental de la comarca de la Costa Granadina, en la provincia de Granada, comunidad autónoma de Andalucía. Limita con los municipios de Albuñol, Sorvilán, Torvizcón, Cástaras, Lobras, Cádiar y Murtas. Por su término discurren las ramblas de Albuñol y Aldáyar. Cuenta con una población de 712 habitantes (INE 2024).
El municipio albondonero comprende los núcleos de población de Albondón —capital municipal—, Los Vargas, Los Cózares, Loma del Aire, Los Gálvez y El Castillo.

## Toponimia
El topónimo Albondón se ha relacionado etimológicamente con la palabra árabe al-Bunud en referencia a banderas o estandartes. El único gentilicio que se emplea es el de albondonero/a.

## Símbolos
Albondón cuenta con un escudo adoptado oficialmente el 29 de mayo de 1990.

### Escudo
Su descripción heráldica es la siguiente:

Escudo partido, primero, de gules (rojo), una encina puesta sobre el monte en el que se ven varias vides, todo de sus colores, y un rayo de oro (amarillo) que saliente del cantón siniestro del jefe se abate sobre su copa. Segundo, de azur (azul), sembrado de lises de oro. Brochante, escusón de plata (blanco) con un león rampante de púrpura, armado y linguado, y coronado de oro. Timbrado de la corona real cerrada.

El primer cuartel es una descripción gráfica del lugar donde se asienta el pueblo, en el cerro de la Encina del Rayo. El segundo cuartel hace referencia a San Luis Rey de Francia, advocación de su parroquia. Finalmente el león del escusón es el escudo de los Silva, condes de Cifuentes y señores de Torvizcón.

## Historia
La población tiene origen árabe, época de mayor esplendor gracias a la agricultura. Tras la expulsión de los musulmanes del Reino de Granada, formó parte del señorío del conde de Cifuentes. En 1653 se independizó de Albuñol.
En el siglo XIX vivió una nueva época dorada, también basada en el cultivo de uva para pasas y para vino. Pasado el siglo, entró en decadencia demográfica.

## Geografía

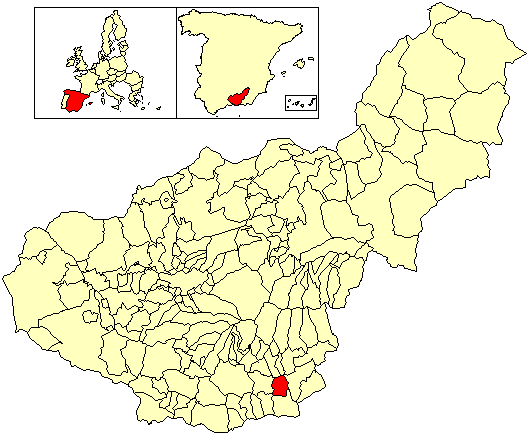
Extensión del municipio en la provincia de Granada

### Situación
Integrado en la comarca de la Costa Granadina, se encuentra situado a 86 kilómetros de Almería, a 98 de la capital provincial, a 189 de Jaén y a 303 de Murcia. El término municipal está atravesado por la carretera A-345, que conecta la localidad de Cádiar con la autovía del Mediterráneo (A-7) en La Rábita.
| Noroeste: Torvizcón y Cástaras | Norte: Cástaras y Lobras | Nordeste: Lobras, Cádiar y Murtas |
| Oeste: Torvizcón               |                          | Este: Murtas                      |
| Suroeste: Sorvilán y Albuñol   | Sur: Albuñol             | Sureste: Albuñol                  |

## Demografía
Cuenta con una población de 712 habitantes (INE 2024), que se distribuyen de la siguiente manera:
| Unidad poblacional | Hab. |
| ------------------ | ---- |
| Albondón           | 635  |
| El Castillo        | 2    |
| Loma del Aire      | 24   |
| Los Cózares        | 26   |
| Los Vargas         | 48   |
| TOTAL              | 735  |

### Evolución de la población
| Gráfica de evolución demográfica de Albondón entre 1842 y 2021                                                      |
| |
| Población de derecho según los censos de población del INE Población de hecho según los censos de población del INE |

## Economía

### Evolución de la deuda viva municipal
| Gráfica de evolución de la deuda viva del Ayuntamiento de Albondón entre 2008 y 2019                                |
| |
| Deuda viva del Ayuntamiento de Albondón en miles de euros según datos del Ministerio de Hacienda y Función Pública. |

## Administración y política
Los resultados en Albondón de las últimas elecciones municipales, celebradas en mayo de 2023, son:
| Elecciones Municipales - Albondón (2023) | Elecciones Municipales - Albondón (2023) | Elecciones Municipales - Albondón (2023) | Elecciones Municipales - Albondón (2023) | Elecciones Municipales - Albondón (2023) |
| Partido político                         | Partido político                         | Votos                                    | Votos                                    | Concejales                               |
| ---------------------------------------- | ---------------------------------------- | ---------------------------------------- | ---------------------------------------- | ---------------------------------------- |
|                                          | Partido Socialista Obrero Español (PSOE) | 309                                      | 55,57 %                                  | 4                                        |
|                                          | Partido Popular (PP)                     | 242                                      | 43,52 %                                  | 3                                        |

### Alcaldes
| Legislatura | Nombre                                                                        | Grupo     |
| ----------- | ----------------------------------------------------------------------------- | --------- |
| 1979-1983   | Antonio Lardón Lardón                                                         | UCD       |
| 1983-1987   | José Luis Granados Morales                                                    | AP/PDP/UL |
| 1987-1991   | Antonio Rodríguez Lupiáñez (1987-1988) José Luis Granados Morales (1988-1991) | IND AP    |
| 1991-1995   | José Luis Granados Morales                                                    | PP        |
| 1995-1999   | José Luis Granados Morales                                                    | PP        |
| 1999-2003   | Juan José Castillo Castillo                                                   | PSOE      |
| 2003-2007   | Juan José Castillo Castillo                                                   | PSOE      |
| 2007-2011   | Juan José Castillo Castillo                                                   | PSOE      |
| 2011-2015   | Juan José Castillo Castillo (2011-2013) Margarita Castillo Martos (2013-2015) | PSOE      |
| 2015-2019   | Margarita Castillo Martos                                                     | PSOE      |
| 2019-2023   | Margarita Castillo Martos                                                     | PSOE      |
| 2023-act.   | José Sánchez Sánchez                                                          | PSOE      |

## Comunicaciones

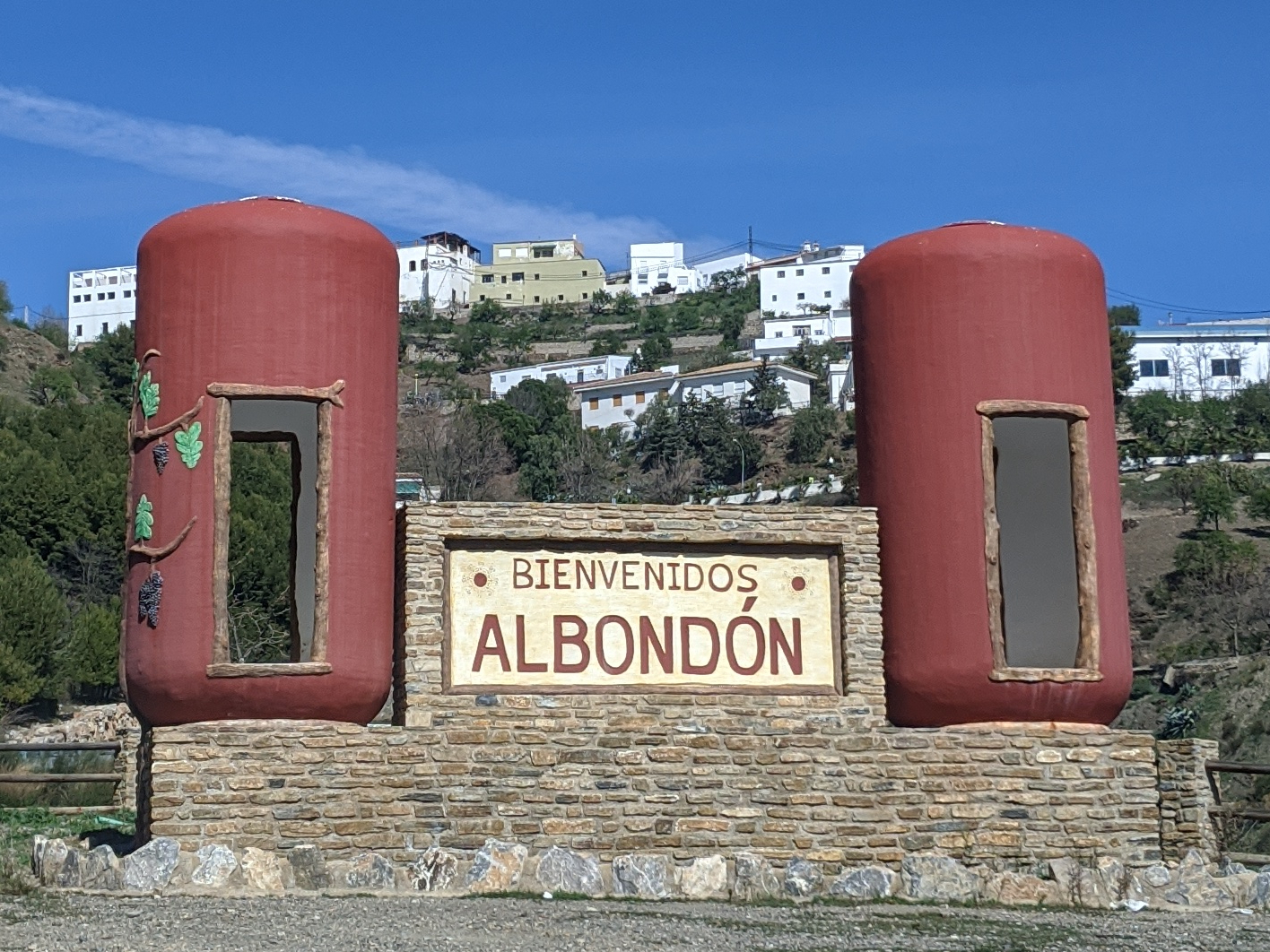
Entrada a Albondón

### Carreteras
Las principales vías de comunicación que transcurren por el municipio son:
| Identificador | Denominación                                             | Itinerario                           |
| ------------- | -------------------------------------------------------- | ------------------------------------ |
| A-345         | Carretera de Cádiar a La Rábita                          | Cádiar - La Rábita                   |
| GR-5202       | De A-345 (Venta del Empalme) a A-4136 (Los Blanquizales) | Venta del Empalme - Los Blanquizales |
| GR-5204       | De A-4131 a A-345 (Contraviesa)                          | Haza del Lino - Venta del Mediodía   |

Algunas distancias entre Albondón y otras ciudades:
| Ciudades | Distancia (km) |
| -------- | -------------- |
| Motril   | 55             |
| Almería  | 86             |
| Granada  | 98             |
| Jaén     | 189            |
| Murcia   | 303            |

## Servicios públicos

### Sanidad
El municipio cuenta con un consultorio médico de atención primaria situado en la calle La Lomilla s/n, dependiente del Área de Gestión Sanitaria Sur de Granada. El servicio de urgencias está en el centro de salud de Albuñol y el área hospitalaria de referencia es el Hospital Santa Ana de Motril.

### Educación
El único centro educativo que hay en el municipio es:
| Denominación genérica                    | Nombre del centro     | Naturaleza | Dirección       |
| ---------------------------------------- | --------------------- | ---------- | --------------- |
| Colegio de educación infantil y primaria | CEIP Infanta Cristina | Público    | C/ Sagasta, s/n |

## Cultura

### Fiestas

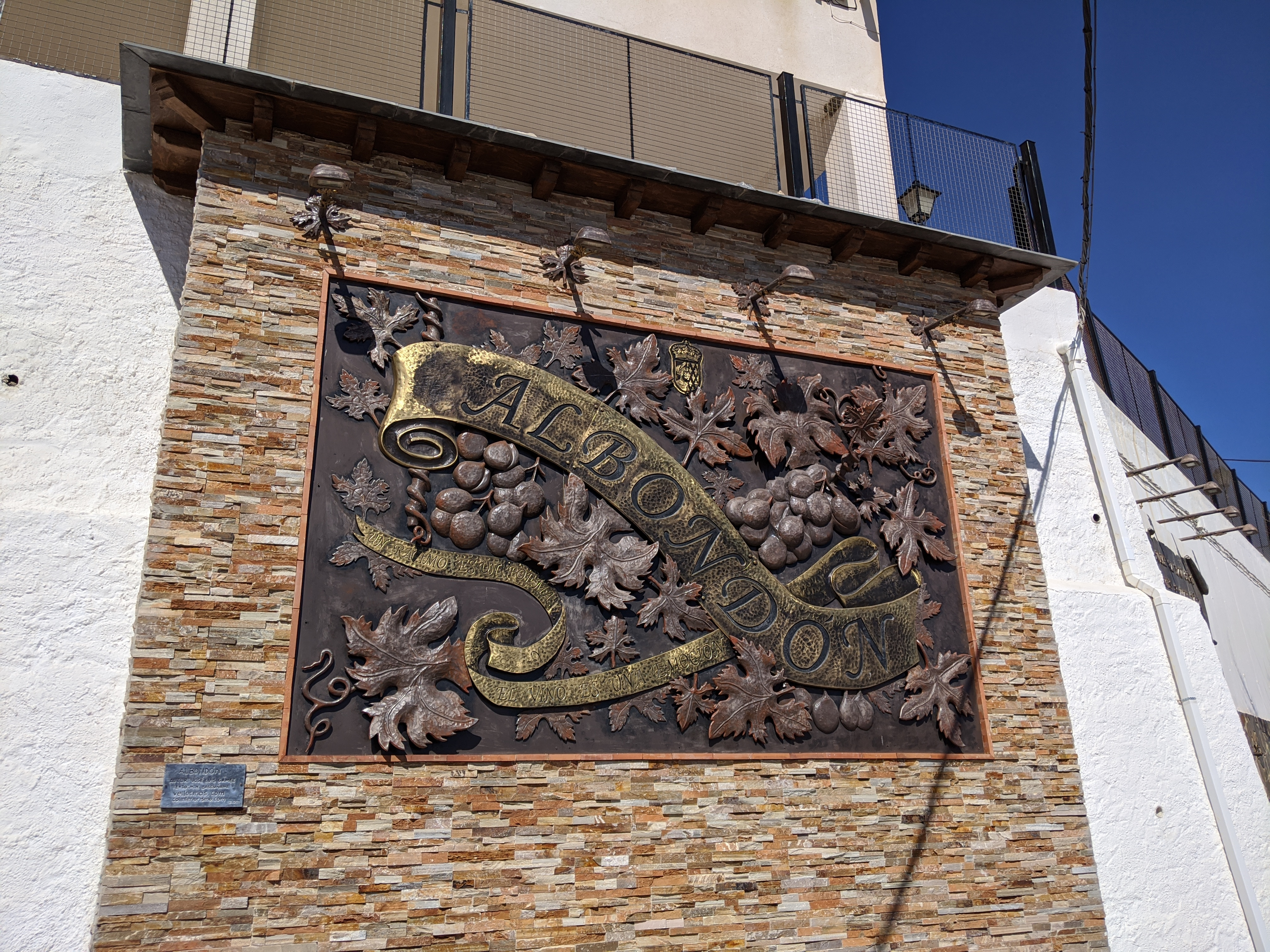
Placa en Albondón

Sus fiestas populares se celebran cada año alrededor del 25 de agosto en honor a San Luis Rey de Francia, patrón del municipio. Durante estas fiestas tiene lugar la típica representación de moros y cristianos en la plaza de la Constitución.
En 2001 Albondón acogió la celebración del XXI Festival de Música Tradicional de la Alpujarra.

### Gastronomía
El municipio es conocido por sus productos artesanos, entre los que destacan el vino, el jamón y otros embutidos y el pan y otros productos de repostería.